# Crassula tecta
Crassula tecta är en fetbladsväxtart som beskrevs av Carl Peter Thunberg. Crassula tecta ingår i släktet krassulor, och familjen fetbladsväxter. Inga underarter finns listade i Catalogue of Life.

## Bildgalleri

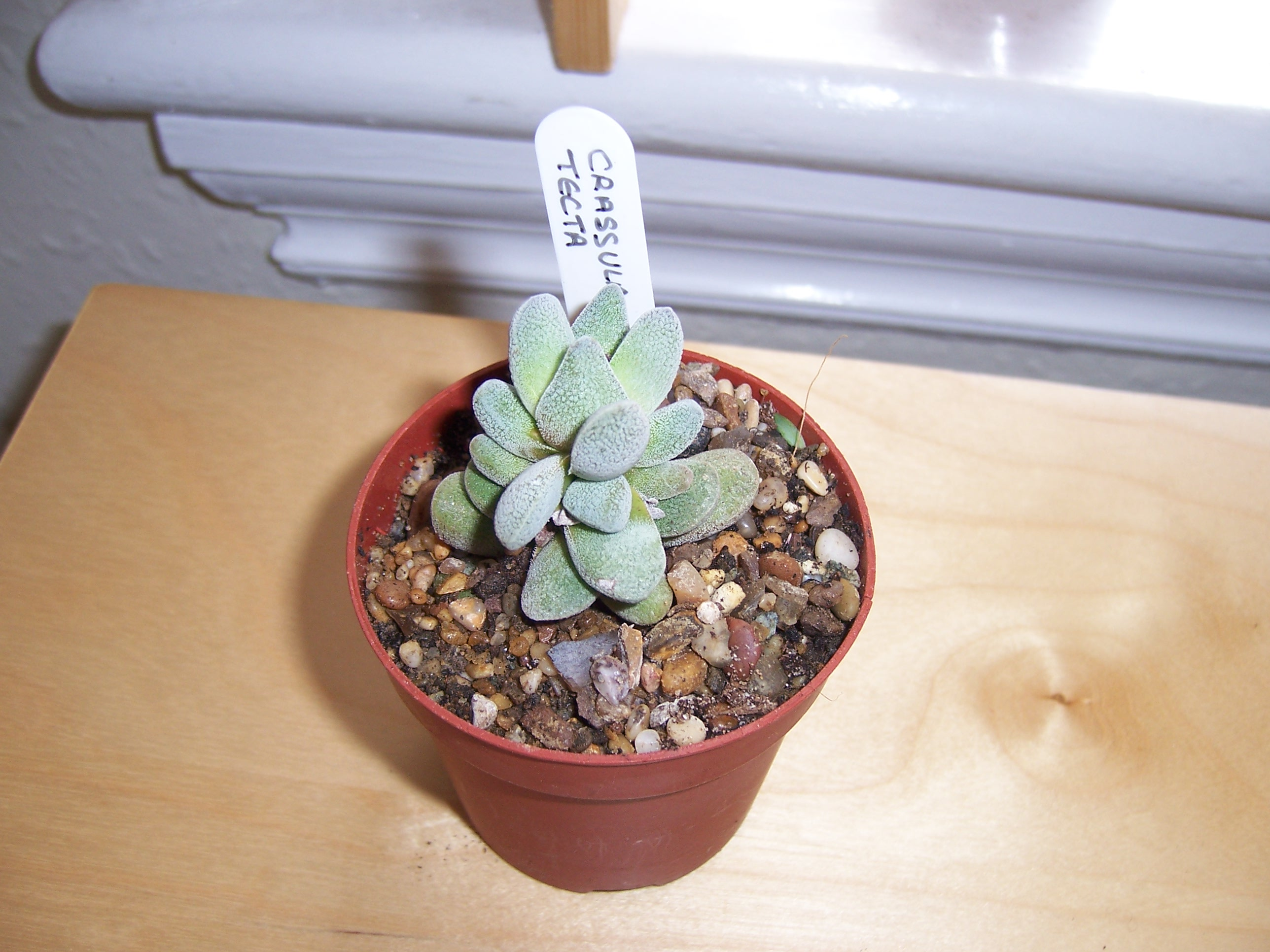
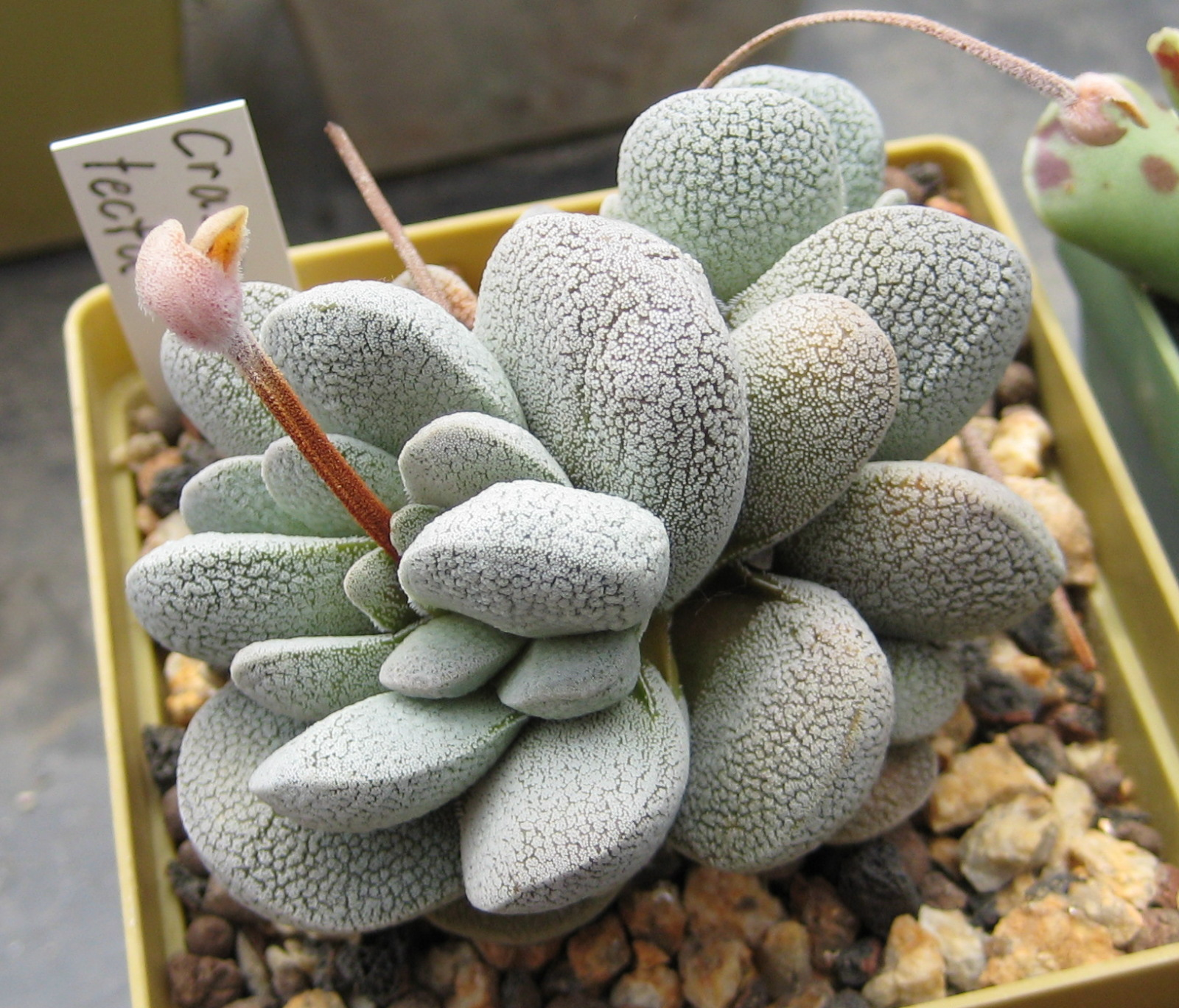
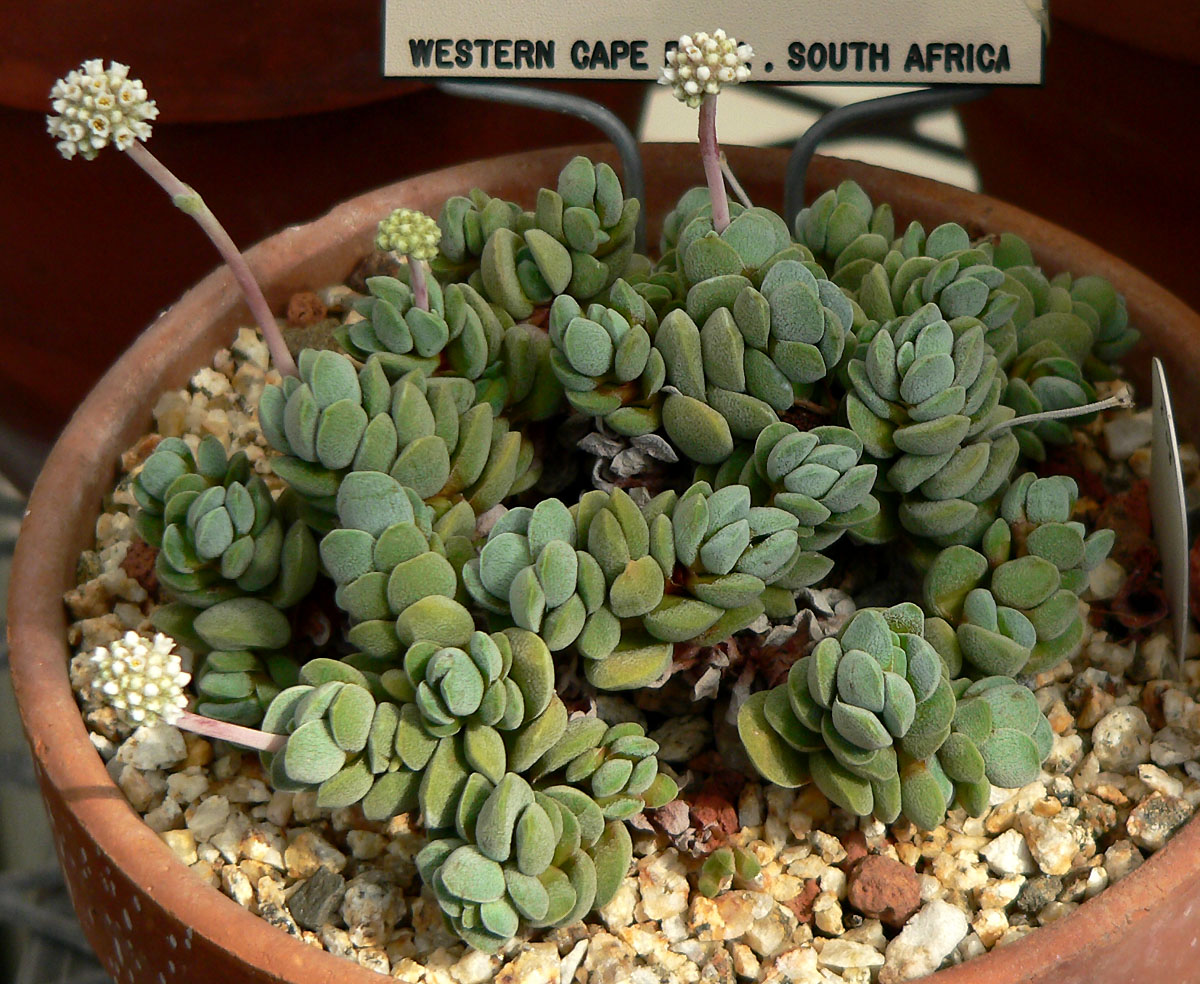